# Mycosphaerella martagonis
Mycosphaerella martagonis är en svampart som beskrevs av Arx 1949. Mycosphaerella martagonis ingår i släktet Mycosphaerella och familjen Mycosphaerellaceae.   Inga underarter finns listade i Catalogue of Life.